# South Woodford
Pour la station de métro, voir South Woodford (métro de Londres).
South Woodford est une zone anglaise située au nord-est de Londres, dans le borough londonien de Redbridge.